# Brentenköpfe
Die Brentenköpfe sind 3019 m ü. A.  hohe Doppelgipfel der Schobergruppe  in  Kärnten. Der höhere Südgipfel wurde erstmals am 2. August 1890 von Ludwig Purtscheller bestiegen, der Nordgipfel im August 1923 von Lothar Patéra. 

## Lage
Die Brentenköpfe liegen im nördlichen Zentrum der Schobergruppe an der Grenze zwischen den Gemeinden Heiligenblut am Großglockner im Westen und Großkirchheim im Osten. Die Doppelgipfel bestehen aus dem Haupt- oder Südgipfel und dem etwas niedrigeren Nordgipfel (3008 m ü. A.). Nordöstlich der Brentenköpfe befindet sich das Hohe Beil (3086 m), von dem der Nordostgrat des Nordgipfels der Brentenköpfe durch eine unbenannte Scharte (2855 m) getrennt wird. Der Südostgrat des Südgipfels zieht sich langgezogen hinab bis in die Nähe der im Tal des Gradenbach liegenden Gradenalm. Der wesentlich kürzere Südwestgrat des Südgipfels verläuft zur Brentenscharte (2841 m), die den Übergang zum Kögele markiert. Der langgezogene Nordwestgrat zieht sich wiederum bis zum Mitterseekamp (2638 m). Östlich der Brentenköpfe liegt das Außerkar, südlich das Innerkar, in denen der Außerkarbach und Innerkarbach entspringen. Nordwestlich liegen die Langtalseen. Nächstgelegener alpiner Stützpunkt ist die Elberfelder Hütte im Westen.

## Aufstiegsmöglichkeiten
Der Normalweg auf die Brentenköpfe führt von der Elberfelder Hütte zunächst markiert zum Hinteren Langtalsee und danach weglos in das Kar zwischen den Südostgraten von Hinterseekamp und Mitterseekamp über Geröll zur Brentenscharte. Da die Gratfelsen im Bereich der Scharte brüchig sind, werden diese in der Folge am obersten Boden des Innerkars umgangen. Der Schlussanstieg erfolgt schließlich über den Südostrücken der Brentenköpfe in Kletterei (III).